# Chrysophylloideae
Chrysophylloideae (lat. Sapotaceae), potporodica sapotovki
Sastoji se od dva tribusa sa 28 rodova.. Tipični je krizofilum (Chrysophyllum), rod vazdazelenog grmlja i drveća.

## Rodovi
1. Tribus Chrysophylleae Small
  1. Pichonia Pierre (13 spp.)
  2. Pouteria Aubl. (218 spp.)
  3. Van-Royena Aubrév. (1 sp.)
  4. Pleioluma Baill. (40 spp.)
  5. Planchonella Pierre (102 spp.)
  6. Sahulia Swenson (1 sp.)
  7. Sersalisia R. Br. (18 spp.)
  8. Aningeria Aubrév. & Pellegr. (6 spp.)
  9. Aubregrinia Heine (1 sp.)
  10. Breviea Aubrév. & Pellegr. (1 sp.)
  11. Micropholis (Griseb.) Pierre (38 spp.)
  12. Chromolucuma Ducke (6 spp.)
  13. Donella Pierre ex Baill. (17 spp.)
  14. Chrysophyllum L. (74 spp.)
  15. Ecclinusa Mart. (12 spp.)
  16. Delpydora Pierre (2 spp.)
  17. Sarcaulus Radlk. (5 spp.)
  18. Elaeoluma Baill. (5 spp.)
  19. Amorphospermum F. Muell. (1 sp.)
  20. Niemeyera F. Muell. (7 spp.)
  21. Pradosia Liais. (28 spp.)
  22. Pycnandra Benth. (61 spp.)
  23. Synsepalum (A. DC.) Daniell (41 spp.)
  24. Englerophytum K. Krause (19 spp.)
  25. Xantolis Raf. (14 spp.)
2. Tribus Omphalocarpeae Duband ex Aubrév.
  1. Magodendron Vink (2 spp.)
  2. Omphalocarpum P. Beauverd (25 spp.)
  3. Tridesmostemon Engl. (2 spp.)